# Head Over Heels (Chromeo)
Head Over Heels è il quinto album in studio del gruppo musicale elettrofunk canadese Chromeo, pubblicato il 15 giugno 2018.

## Tracce
1. Must've Been (featuring DRAM) – 3:28
2. Don't Sleep (featuring French Montana e Stefflon Don) – 3:18
3. One Track Mind – 3:23
4. Count Me Out – 3:36
5. Bad Decision – 3:06
6. Right Back Home to You (Interlude) – 2:43
7. Just Friends (featuring Amber Marks) – 3:49
8. Juice – 3:17
9. Slumming It – 4:30
10. Bedroom Calling, Pt. 1 – 3:14
11. Bedroom Calling, Pt. 2 (featuring The-Dream) – 3:24
12. Room Service – 5:17